# Neuer Theater-Almanach
Der Neue Theater-Almanach war das wichtigste Theaterjahrbuch seiner Zeit. Er wurde von 1890 bis 1914 herausgegeben. Vorgänger war der Almanach der Genossenschaft Deutscher Bühnen-Angehöriger (1873–1889), Nachfolger das Deutsche Bühnenjahrbuch (1915–2022).

## Inhalt

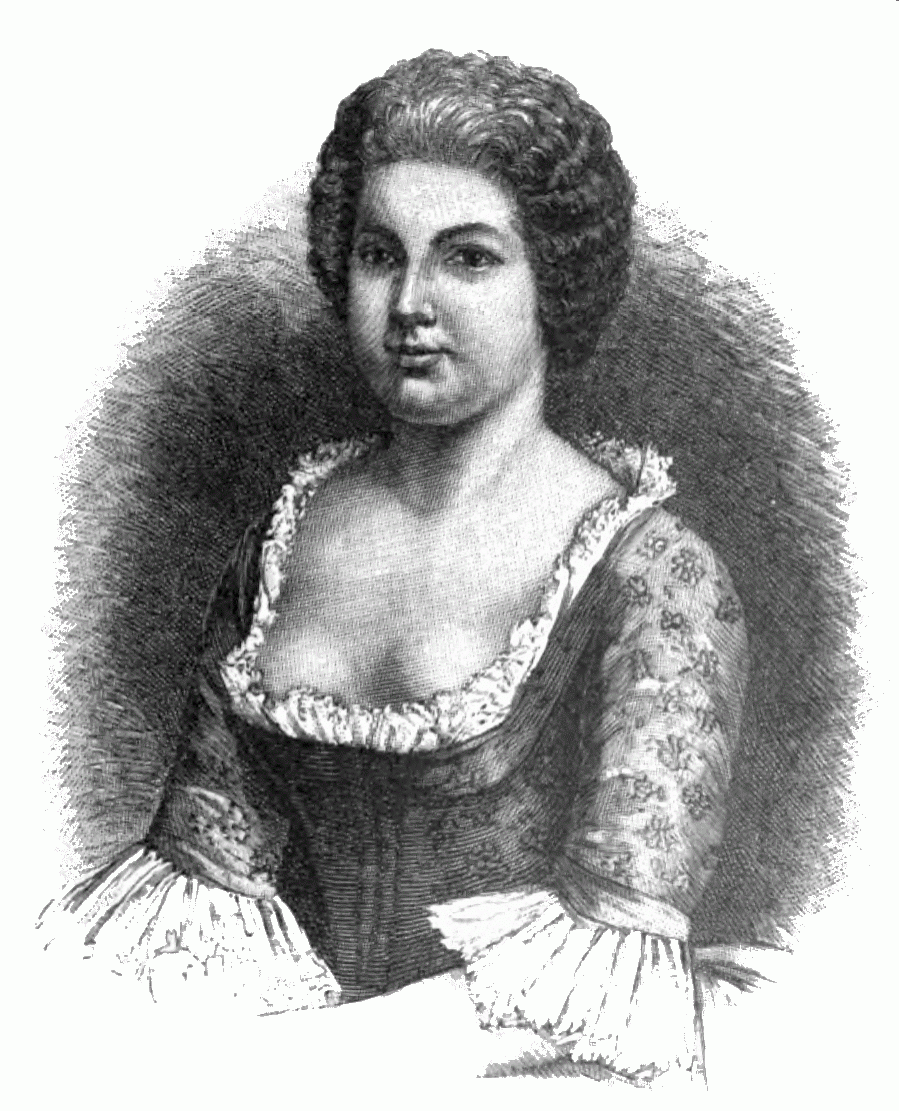
Caroline Neuber, im Neuen Theater-Almanach, 1898

Der Theater-Almanach enthielt  ein jährliches Verzeichnis der Theaterdirektoren, Regisseure,  Schauspieler und weiterer Mitarbeiter der meisten deutschsprachigen Theater, im   Deutschen Reich, Osterreich-Ungarn, der Schweiz, dem Russischen Reich und den USA, außerdem verschiedene Kalendarien, juristische und praktische Informationen, Adressen der Theaterleitungen, ein ausführliches Namensregister aller erwähnten Mitarbeiter, sowie einige Porträtdarstellungen besonders herausragender Persönlichkeiten.
Herausgeber war die Genossenschaft Deutscher Bühnen-Angehöriger,  beim Verlag F. A. Günther & Sohn in Berlin in Kommission. Der Untertitel war in den späteren Ausgaben „theatergeschichtliches Jahr- und Adressen-Buch“.
Alle Jahrgänge sind mehrfach digitalisiert, so bei  der Universitäts- und Landesbibliothek Münster, bei Archive und Google.